# Mistrzostwa Polski w Łyżwiarstwie Szybkim w Wieloboju Sprinterskim 1983
2. Mistrzostwa Polski w wieloboju sprinterskim odbyły się w dniach 22-23 stycznia 1983 roku na torze w Zakopanem.

## Kobiety
| Pozycja | Zawodniczka       | Klub             | 500 m | Pkt. | 1000 m | Pkt. | 500 m | Pkt. | 1000 m | Pkt. | Suma pkt. |
| ------- | ----------------- | ---------------- | ----- | ---- | ------ | ---- | ----- | ---- | ------ | ---- | --------- |
| 01 !    | Zofia Tokarczyk   | SZS AZS Zakopane |       |      |        |      |       |      |        |      | 183,575   |
| 02 !    | Ewa Białkowska    | Olimpia Elbląg   |       |      |        |      |       |      |        |      | 183,385   |
| 03 !    | Lilianna Morawiec | Zagłębie Lubin   |       |      |        |      |       |      |        |      | 191,720   |

## Mężczyźni
| Pozycja | Zawodnik          | Klub              | 500 m | Pkt. | 1000 m | Pkt. | 500 m | Pkt. | 1000 m | Pkt. | Suma pkt. |
| ------- | ----------------- | ----------------- | ----- | ---- | ------ | ---- | ----- | ---- | ------ | ---- | --------- |
| 01 !    | Dariusz Jezierski | Stegny Warszawa   |       |      |        |      |       |      |        |      | 167,765   |
| 02 !    | Jan Józwik        | SNPTT Zakopane    |       |      |        |      |       |      |        |      | 167,680   |
| 03 !    | Tomasz Jankowski  | Marymont Warszawa |       |      |        |      |       |      |        |      | 172,130   |